# Trioza dispar
Trioza dispar är en insektsart som beskrevs av Löw 1878. Trioza dispar ingår i släktet Trioza och familjen spetsbladloppor. Arten är reproducerande i Sverige. Inga underarter finns listade i Catalogue of Life.